# Alcopa
Alcopa N.V./S.A. (vormals Moorkens) ist ein Automobil- und Zweiradhändler und ehemaliger Automobilhersteller mit Sitz im belgischen Kontich. Der Name Alcopa des Familienunternehmens steht dabei für Albert & Constance Participation.

## Geschichte
Das Unternehmen wurde 1937 von Albert Moorkens und dessen Frau Constance als Ets. Moorkens S.A. gegründet. Schwerpunkt waren zunächst Motorradproduktion und -handel. Seit 1958 hatte Moorkens die Motorradvertretung für BMW und erhielt zum Januar 1959 die Montage- und Vertriebsrechte für die BMW Isetta.
Mit dem Auslaufen des BMW 700 geriet Moorkens in finanzielle Schwierigkeiten. Daraufhin wurde mit BMW die Fertigung von zusätzlichen 2300 Mittelklassefahrzeugen vereinbart, die primär als Rechtslenker nach Großbritannien geliefert werden sollten. Daneben wurden weiterhin Fahrzeuge für den belgischen Markt montiert.
Bis 1973 wurden 57.000 CKD-Sätze verschiedener BMW-Baureihen an Moorkens geliefert. Die fertigen Fahrzeuge wurden auch in andere Märkte exportiert. Nachdem die Vertriebsgesellschaft Moorkens Frères du Import SA 1974 ohne Zustimmung der BMW AG mit dem Import von Mitsubishi-Fahrzeugen begonnen hatte, kündigte BMW im November 1974 die Verträge. Andere Quellen datieren das Ende der Geschäftsbeziehung zu BMW auf 1972.
Im Jahr 1985 übernahm Alcopa das Unternehmen Buro Market und ein Geschäftsbereich Büromöbel aufgebaut, der 2016 wieder verkauft wurde. Das Zweiradgeschäft wurde seit 2008 von der Tochtergesellschaft Moteo geführt. Im Jahr 2017 wurden die Geschäftsbereiche Automobil (vormals Alcadis) und Motorradimport (Moteo) im neuen Geschäftsbereich Alcomotive zusammengefasst, der 4 Fahrzeugmarken und 5 Motorradmarken in 8 Ländern vertreibt. Im Jahr 2018 kam Benelli als sechste Motorradmarke dazu.
Seit 2014 wird das Unternehmen von Axel Moorkens geleitet.
Zu den weiteren verkauften Produkten gehören Elektrofahrräder, Außenbordmotoren sowie Ersatz- und Zubehörteile. Weitere Geschäftsfelder sind Versicherungen, Leasing und Wartungsverträge.
Im Jahr 2017 hatte Alcopa einen Gesamtumsatz von 2,01 Mrd. Euro und mehr als 2000 Mitarbeiter in 150 Tochtergesellschaften in 19 Ländern. Dabei entfallen 45 % des Umsatzes auf den Geschäftsbereich Alcomotive und 63 % des Gesamtumsatzes auf das Stammland Belgien.

### Marken und Modelle
Zu den produzierten BMW-Fahrzeugen gehörten der BMW 300 (Isetta), 600, 700, 1602 und 2002.
Weitere importierte Marken neben Mitsubishi (1974) waren Suzuki (1978) und Hyundai (ebenfalls 1978). Dabei unterzeichnete Moorkens als erstes europäisches Unternehmen eine Vertriebsvereinbarung mit Hyundai. Die Zusammenarbeit mit Mitsubishi wurde 2003 beendet. Zum aktuellen Portfolio gehören SsangYong (seit 2011) und Isuzu (seit 2005).
Im Zweiradbereich war Moorkens 1958 der erste europäische Importeur für Suzuki-Motorräder. Seit 1978 ist Moorkens Importeur und Händler für Peugeot-Zweiräder.